# Dolophilodes indicus
Dolophilodes indicus är en nattsländeart som beskrevs av Martynov 1935. Dolophilodes indicus ingår i släktet Dolophilodes och familjen stengömmenattsländor. Inga underarter finns listade i Catalogue of Life.